# Mauro Iasi
Mauro Luís Iasi (San Paolo, 10 febbraio 1960) è un sociologo, storico e politico brasiliano affiliato al Partito Comunista Brasiliano (PCB). È anche un poeta con diverse raccolte di versi pubblicate, tra cui una intitolata Meta amor phase.

## Biografia

### Carriera accademica
Si è laureato in Storia presso la Pontificia Università Cattolica di San Paolo (PUC-SP) nel 1983, conseguendo un master nel 1999 e un dottorato nel 2004, entrambi presso l'Università di San Paolo (USP).  Attualmente è professore a contratto presso la Scuola di Servizio Sociale presso l'Università Federale di Rio de Janeiro (UFRJ). È stato anche presidente della UFRJ Faculty Association (AdUFRJ), tra il 2011 e il 2013.
In precedenza è stato professore presso l'Università Metodista di San Paolo (UMESP) e professore presso la São Bernardo do Campo Law School (FDSBC).
È un ricercatore su argomenti quali ideologia, coscienza di classe, classi sociali, processi politici, partiti, educazione popolare e teoria dello stato.

### Carriera politica
Durante la sua giovinezza, ha partecipato al gruppo Liberdade e União para Teatro Amador (LUTA), che comprendeva spettacoli censurati dalla dittatura militare brasiliana negli anni '70, il cui contenuto era di contestazione politica. Ha anche partecipato al movimento studentesco brasiliano. Nel 1979 è entrato a far parte del Partito Comunista Brasiliano (PCB),  tuttavia, ha lasciato il partito perché era d'accordo con le differenze che motivarono la partenza di Luís Carlos Prestes nel 1980. Nel decennio successivo venne coinvolto in scioperi nella regione ABC Paulista, di conseguenza anche nella fondazione del Partito dei Lavoratori (PT), a cui resta affiliato fino al 2004. Quello stesso anno è tornato al PCB  .
Nel 2006 si è candidato alla carica di vice governatore dello Stato di San Paolo, ottenendo circa il 2,5% dei voti.
Era il candidato del suo partito alla presidenza del Brasile nelle elezioni del 2014.Nella sua candidatura presidenziale, le sue proposte includono "l'inversione immediata della privatizzazione e della nazionalizzazione di settori strategici come energia, comunicazioni, estrazione mineraria, risorse naturali, trasporto e distribuzione e logistica di produzione", "esenzione dal reddito dei lavoratori e l'aumento della tassazione di grandi fortune e beni "," garanzia del diritto all'aborto "," nazionalizzazione dimezzi di trasporto pubblico per implementare tariffa zero". È stato posizionato contro la restrizione rappresentata dalla legge Responsabilità fiscale (LRF), la battuta d'arresto promossa dal Piano nazionale di istruzione (PNE), la perversità del presidenzialismo di coalizione, la polizia militarizzata (Polizia militare), la discriminazione per colore, genere, orientamento sessuale e nazionalità, criminalizzazione degli utenti delle attuali droghe illecite, movimenti sociali e povertà e riforma dell'età della responsabilità penale, oltre al capitalismo e all'imperialismo. Infine, ha ottenuto 47.845 voti (0,05% dei voti validi), migliorando il voto della candidatura PCB nel 2010.

## Opere
- Il dilemma di Amleto : l'essere e il non essere della coscienza , Boitempo , 2002
- Le metamorfosi della coscienza di classe: il PT tra negazione e consenso, Expressão Popular , 2006
- Saggi su coscienza ed emancipazione, Expressão Popular, 2007
- Fasi dell'amore obiettivo , Expressão Popular, 2008
- Politica, stato e ideologia , Instituto Caio Prado Jr., 2017